# François-Joseph-Edwin Bonnefoy

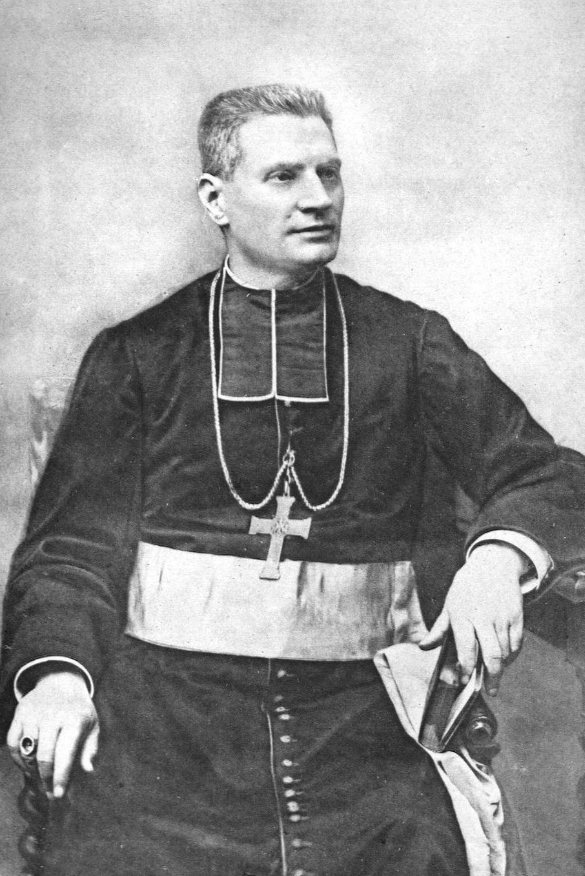
François-Joseph-Edwin Bonnefoy

François-Joseph-Edwin Bonnefoy (* 27. Februar 1836 in Lorgues; † 20. April 1920 in Aix-en-Provence) war ein französischer römisch-katholischer Geistlicher und Erzbischof von Aix.

## Leben
Er empfing am 8. September 1858 die Priesterweihe für das Bistum Marseille, später wurde er in den Klerus des Erzbistums Paris inkardiniert.
Am 26. November 1892 wurde François Bonnefoy zum Bischof von La Rochelle erwählt. Die Bischofsweihe spendete ihm am 12. März 1893 der Erzbischof von Paris François-Marie-Benjamin Kardinal Richard de la Vergne; Mitkonsekratoren waren Pierre-Hector Coullié, Bischof von Orléans, und Frédéric-Henri Oury, Bischof von Dijon. Er wurde am 5. April 1901 zum Erzbischof von Aix erhoben.
In der recht traditionellen Linie von Kardinal Richard stehend, vermied Bonnefoy so weit wie möglich Konflikte mit staatlichen Behörden, was nach dem Inkrafttreten des Gesetzes zur Trennung von Kirche und Staat von 1905 nicht einfach war.